# Torre de l'Ermita
La Torre de l'Ermita, del municipi de Serra, a la comarca del Camp de Túria, província de València, també coneguda com a Torreta del Calvari, que està situada a la part alta de la metadades localitat, al costat del Calvari, està catalogada com Bé d'interès cultural, amb número d'anotació ministerial: RI-51-0010796, i data d'anotació juny 3 de 2002.

## Descripció historicoartística
La torre té origen musulmà i es considera, pel seu emplaçament, que va pertànyer al sistema d'alerta de la zona compresa entre els municipis d'Olocau i Gàtova, així com a sentinella, amb les torres  Ria i  Satarenya, del castell de Serra. Actualment es troba en ruïnes (conservant la major part del cos principal, tot i que està escapçada), malgrat la qual cosa es pot afirmar que tenia planta quadrada i estava construïda de maçoneria i carreuó. La torre es troba en el punt més alt de la població, al costat de l'ermita dedicada a Sant Josep ia la Santa Creu.